# Leda y María
El dúo Leda y María fue un conjunto de música folklórica integrado por las argentinas Leda Valladares y María Elena Walsh, que actuó en París y Buenos Aires entre 1953 y 1963, e influyó fuertemente en la renovación de la música folklórica argentina y en la música infantil, sobre todo con los álbumes Canciones para mirar (1962) y Doña Disparate y Bambuco (EP, 1962) y los espectáculos que les corresponden. En esas obras, el dúo interpretó varias de las canciones más populares entre los niños de las décadas siguientes, todas de autoría de María Elena Walsh, como "Manuelita", "La vaca estudiosa", "El Reino del Revés", "Canción de Titina", "Canción del pescador", "La familia Polillal", "Milonga del hornero", "La Pájara Pinta", "Canción del estornudo", "La mona Jacinta", "Canción del jardinero", "Canción de la vacuna", entre otras.
El dúo se separó en 1963. María Elena Walsh continuó la línea compositora orientada a los niños, convirtiéndose en la principal cantautora de música infantil de la historia argentina, aunque sin abandonar la composición de temas dirigidas al público adulto. Leda Valladares profundizó la línea de registro y recuperación del canto ancestral andino, que el dúo también exploró en sus primeros álbumes.

## Trayectoria
Leda Valladares y María Elena Walsh iniciaron su asociación artística en 1951. En ese entonces, María tenía 21 años, once menos que Leda. Valladares, una artista tucumana relacionada con el folklore cotidiano del noroeste y una de las primeras mujeres en egresar de la Universidad Nacional de Tucumán, invitó a Walsh, una incipiente poetisa porteña, a unírsele en Costa Rica, donde aquella se encontraba radicada, invitación que ésta aceptó abandonando su familia y su entorno intelectual, para emprender un camino de experimentación.
Se instalaron en París y comenzaron a cantar canciones folklóricas de tradición oral de la región andina de Argentina, como carnavalitos, bagualas y vidalas. Luego de cantar en cafés y boites, el dúo logró un contrato en el famoso cabaret Crazy Horse. En la capital de Francia se relacionaron con otros artistas como la chilena Violeta Parra o la estadounidense Blossom Dearie y grabaron sus primeros álbumes Chants d’Argentine (1954) y Sous le ciel d’Argentine (1955), con canciones de tradición oral del folklore andino argentino, como "Dos palomitas" y "Huachi tori", pero también con temas de Atahualpa Yupanqui -por entonces radicado en París-, como "La arribeña", de Jaime Dávalos como "El humahuaqueño", de Rafael Rossi como "Viva Jujuy" y de Rolando Valladares, hermano de Leda.
De regreso en la Argentina en 1956, Leda y María realizaron una extensa gira por el noroeste argentino en donde reunieron varias canciones que grabarían luego en sus dos primeros álbumes realizados en su país, Entre valles y quebradas vol 1 y Entre valles y quebradas vol 2, ambos de 1957. Muchas de esas canciones se instalarían en el cancionero folklórico. Ambos discos fueron muy bien recibidos en los círculos de artistas e intelectuales, como el Cuchi Leguizamón, Manuel J. Castilla, Victoria Ocampo, Atahualpa Yupanqui, María Herminia Avellaneda. Esta última llevó al dúo a presentarse en Canal 7 de televisión.
Por entonces comenzaron a aparecer las diferencias entre ambas que llevaría a su separación: mientras Leda Valladares reivindicaba el valor del indigenismo y del folklore puro, en el sentido de la creación anónima, María Elena Walsh se inclinaba a la creación de nuevas expresiones, alimentándose de las raíces folklóricas, pero sin estar estrictamente restringidas a ellas, orientándose por los valores de la justicia social, el feminismo y el pacifismo.
En 1958 lanzaron su quinto álbum Canciones del tiempo de Maricastaña, donde las canciones del folklore español están presentadas con un título lúdico e informal que anticipa las nuevas tendencias que se incubaban en el dúo. El disco incluye canciones como "El Tururururú" («que la culpa la tienes tú»), "En qué nos parecemos" o el "Romance del enamorado y la Muerte". 
Al año siguientes Leda y María publicaron el EP Leda y María cantan villancicos, incluyendo cuatro villancicos anónimos, uno del norte argentino, otro de Bolivia y dos españoles. La tapa del disco es una foto de un niño pequeño sonriendo mientras mira el dibujo de un Papá Noel, apareciendo por primera vez una temática infantil.

En 1958 María Herminia Avellaneda le había ofrecido a Walsh escribir guiones de televisión para programas infantiles, que fueron interpretados por actores muy conocidos como Pinky u Osvaldo Pacheco, con mucho éxito. Esa experiencia la hizo madurar la posibilidad de crear un género similar a un "cabaret para chicos" o un "varieté infantil", que revolucionaría el mundo del espectáculo, el folklore y la música infantil.
En 1960 Leda y María mostraron un notable viraje en su estilo al grabar el EP Canciones de Tutú Marambá, en la que cantan canciones infantiles que Walsh había escrito para los guiones que estaba escribiendo para la televisión. Allí se incluyen las primeras cuatro canciones que harían famosa a María Elena Walsh en la música infantil: "La vaca estudiosa", "Canción del pescador", "El Reino del Revés" y "Canción de Titina".

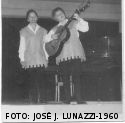
Se presentaron en 1960 en Necochea en las Jornadas del Nuevo Mundo del Niño, cantando "Canciones para mirar".

De ese modo nació la idea de hacer un espectáculo musical-dramático para niños que se llamó Canciones para mirar, que -con un presupuesto muy reducido-, el dúo puso en escena en la Sala Casacuberta del Teatro Municipal General San Martín de Buenos Aires, en 1962. Ya adelantado en su presentación en las Jornadas del Nuevo Mundo del Niño, en Necochea, en 1960.      
La obra estaba compuesta a partir de doce canciones de Walsh, que cantaban Leda y María vestidas como juglares, mientras los actores Alberto Fernández de Rosa y Laura Saniez las representaban mímicamente: "La familia Polillal", "El Reino del Revés", "Milonga del hornero", "La vaca estudiosa", "La Pájara Pinta", "Canción del estornudo", "La mona Jacinta", "Canción del jardinero", "Canción de la vacuna", "Canción de Titina", "Canción para vestirse" y "Canción del pescador". En los intervalos entre canciones, dos personajes, Agapito y la Señora de Morón Danga, decían monólogos cómicos, una estructura dramática que Leda y María habían tomado del Crazy Horse, combinándola con el humor, los ritmos tradicionales, el desenfado y el público infantil. Inesperadamente, el espectáculo tuvo un enorme éxito, impulsando la preparación de un nuevo show para 1963.
Doña Disparate y Bambuco fue la última presentación de Leda y María. El nuevo espectáculo contó con un presupuesto mucho mayor, siendo dirigido por María Herminia Avellaneda, y actuando como protagonistas Lydia Lamaison (Disparate) y Osvaldo Pacheco (Bambuco), así como Teresa Blasco y Pepe Soriano, interpretando varios papeles de personajes secundarios y estrambóticos. En esta obra aparecen el Mono Liso, y sobre todo Manuelita, el personaje más paradigmático y conocido del universo infantil creado por María Elena Walsh. La obra tenía una similitud con el clima onírico de Alicia en el país de las maravillas.
El crítico Leopoldo Brizuela ha dicho que:

Según las entrevistas de entonces, Walsh concibió a Doña Disparate como la encarnación paródica del sentido común, mientras que Bambuco es la "personificación de la infancia". Pero, más profundamente, ambas representan las dos personalidades de Walsh: la rigurosa, romántica y un poco demasiado retórica de Otoño imperdonable , y la niña, popular, y un poco demasiado fresca de Tutú Marambá . Las dos salen a batirse a duelo, nunca se vencen la una a la otra y siempre renacen en la cada vez más luminosa hoguera del humor, en la valiente ordalía de crear.
Leopoldo Brizuela

Para entonces Leda y María ya tenían decidido que querían seguir caminos distintos. Antes de separarse en 1963, grabaron un último EP, Navidad para los chicos, que reúne cuatro canciones navideñas de Walsh, en las que ambas cantan con narración de Roberto Aulés.

## Discografía
- Chants d’Argentine, [1954] (Le Chant du Monde LDY-M-4021)
- Sous le ciel de l’Argentine, [1955] (London International FS 123619/WB 9113)
- Entre valles y quebradas, vol 1, [1957] (Disc Jockey Estrellas 10071)
- Entre valles y quebradas, vol 2, [1957] (Disc Jockey LD 15052)
- Canciones del tiempo de Maricastaña, [1958] (Disc Jockey 77076)
- Leda y María cantan villancicos (EP), [1959] (Disc Jockey TD 1007)
- Canciones de Tutú Marambá (EP), [1960] (Disco Plin S/N)[3]
- Canciones para mirar, [1962] (Disco Plin 102)
- Doña Disparate y Bambuco (EP), [1962] (Disco Plin 103)
- Navidad para los chicos (EP) (narra Roberto Aulés), [1963] (Abril Fonorama Bolsillitos 502)